# Nombre d'Ellis
Le nombre d'Ellis {\displaystyle (El)} est un nombre sans dimension utilisé en mécanique des fluides pour caractériser le flux des liquides non newtoniens,.
Ce nombre porte le nom de Samuel Benjamin Ellis, chimiste américain.
On le définit de la manière suivante :
{\displaystyle El={\frac {\mu _{0}\,v}{\tau _{1/2}\,L_{c}}}}
avec :
- μ0 - viscosité dynamique sans cisaillement
- v - vitesse du fluide
- τ1/2 - tension de cisaillement quand μ = μ0/2
- Lc - longueur caractéristique (rayon ou diamètre du tube)